# Lankanfushi
Lankanfushi est une petite île inhabitée des Maldives. Elle constitue une des îles-hôtel des Maldives en accueillant le Hudhulevi Beach Resort depuis 1980, désormais le Soneva Gili Resort. Lankanfushi et sa voisine Lankanfinolhu ont vraisemblablement été une seule et même île par le passé, désormais séparées par un bras de mer.

## Géographie
Lankanfushi est située dans le centre des Maldives, au Sud-Est de l'atoll Malé Nord, dans la subdivision de Kaafu, à proximité de la capitale Malé. Elle se situe à 9 km au nord de l'aéroport de Malé.